# Kritische Weißseinsforschung
Kritische Weißseinsforschung (englisch Critical Whiteness Studies) ist ein transdisziplinäres Studienfeld und beschreibt kulturelle, historische und soziologische Aspekte von Menschen, die sich unter Verweis auf ihre Hautfarbe als weiß identifizieren. Ebenso geht es um die soziale Konstruktion von Weißsein als Statuszeiger. Anders als die klassische Rassismusforschung legt die Kritische Weißseinsforschung somit den Fokus nicht primär auf die Erfahrungen von Menschen, die rassistische Diskriminierung erfahren. In Extremfällen wie der White Supremacy untersucht die Weißseinsforschung Konstrukte, die Rassismus rechtfertigen oder begünstigen. Ab 2005 hat das Konzept Eingang in wissenschaftliche Arbeiten im deutschen Sprachraum gefunden. Der daraus entstandene Begriff „Critical Whiteness“ ist keine einheitliche Theorie. Unterschiedliche Autoren und Gruppen nutzen ihn in unterschiedlicher Weise. Der Ansatz wird verschiedentlich kritisiert.

## Etablierung
Die seit Beginn der 1990er Jahre am populärsten von Toni Morrison initiierte Wendung in der Forschung zum Rassebegriff und Rassismus richtet weniger den Blick auf die Objekte desselben im Sinne von black studies, sondern auf diejenigen Strukturen und Subjekte, die Rassismus verursachen und von rassifizierenden Prozessen profitieren. Im akademischen Diskurs der USA entwickelte sich seit den 1990er Jahren eine Auseinandersetzung mit dem Begriff Critical Whiteness: In den letzten Jahren hat es insbesondere in feministischen und (post-)kolonialen Analysen einen Paradigmenwechsel gegeben, bei dem sich der Blick vom Unterschied auf die Norm, vom Marginalen zum Zentrum verschoben hat – ein Blickwechsel, bei dem nicht nur das Andere, das Nicht-Normale als Projektion entlarvt, sondern auch das Eigene, die Norm selbst, als Konstrukt, als Inszenierung kenntlich gemacht wird. Mit der Idee der „Privilegiengalerie“ schuf Peggy McIntosh bereits 1988 eine Liste, in der sie die Privilegien weißer und männlicher Menschen benannte. Davon ausgehend hat sich in Europa, auch in Deutschland, der Begriff Kritische Weißseinsforschung entwickelt. Viele Perspektiven der Kritischen Weißseinsforschung fanden seitdem Eingang in die Praxis von Universitäten und Betrieben, etwa durch Anti-Rassismus-Trainings.

## Die KategorieWeißsein
Wo es um gesellschaftlich gebildete Normen wie „White Supremacy“ geht, die Rassismus verursachen oder begünstigen, ist „Weißsein“ eine etablierte Kategorie zur kritischen Analyse auf der Basis systematischer historischer Untersuchungen sozialer und politischer Bezüge. Die Umkehr der rassifizierenden Perspektive auf den „Anderen“, hin zur Untersuchung der gesellschaftlichen Norm des „Weißseins“, als Ursprung der Rassifizierung, wird seit 2005 in einigen Arbeiten auf die Situation im deutschsprachigen Raum angewandt. In den USA ursprünglich ein Kampfbegriff, ist „Weißsein“ dort zu einer fruchtbaren wissenschaftlichen Kategorie entwickelt worden.
Mit dieser Kategorie sind gesellschaftliche Modelle (cultural models) und ihre Schemata (Patterns) gemeint, die entweder rassistisch begründeten Herrschaftsverhältnissen oder einer Dominanzkultur zugerechnet werden können. Anwendungsgebiete sind Ethnisierung, Kolonialismus und Postkolonialismus, Rassismus, Antisemitismus, Islamfeindlichkeit und Feminismus.
Weißsein als Kategorie soll ermöglichen, die Konstruktion des „Weißen“ als des Einen und Eigentlichen, d. h. als bestimmende Norm im Verhältnis zu dem Abweichenden, Minderen, Anderen wahrzunehmen (White Normativity). Die Entwicklung und Veränderung allgemeiner gesellschaftlicher Normen wird als Diskurs aufgefasst. So wird beispielsweise der „Kolonialismus“ als Diskurs betrachtet, der Wissen und „Wahrheiten“ (z. B. den rousseauischen „Edlen Wilden“ im Gegensatz zum „Zivilisierten Weißen“) hervorgebracht hat, die ihrerseits Vorstellungen von „Weißsein“ als Norm beinhalten und bis heute Einfluss besitzen. Dabei lässt sich mittels der Kategorie „Weißsein“ betrachten, wie der Einzelne Konzepte und Objekte rassistischer Diskriminierung wahrnimmt.
In der Kritischen Weißseinsforschung wird Weißsein in Verschränkung „mit anderen Strukturkategorien“ gesehen – „etwa Geschlecht, Staatsangehörigkeit, Bildung, Religion, Mobilität oder Gesundheit. Weißsein als interdependente Kategorie gestaltet sich damit dynamisch und komplex, ohne dabei aber einer Verhandelbarkeit zu unterliegen, die es erlaubt, einzelne Weiße off-white zu setzen“ (Arndt). Mit Interdependenz ist gemeint, dass Weißsein im Zusammenhang mit unterschiedlichen Unterdrückungsformen betrachtet wird. Die Kategorie „Weißsein“ ist im Prozess der Vergesellschaftung somit nicht relevanter als andere Formen der Unterdrückung.

## Argumentation der Kritischen Weißseinsforschung
Es wird, auch in der Kritik am Rassismus, selten hinterfragt, welche Normen und Werte dazu führen, dass Personen rassistisch diskriminiert werden. Eine typische Beobachtung ist zum Beispiel, dass Rassismus – unter Weißen – als Thema irrelevant erscheint, wenn die betroffenen Personen nicht anwesend sind. Kritisch betrachtet, beginnt hier bereits der Ausschluss von Personen. Denn Rassismus erscheint nur als relevant, wenn „schwarze“ Personen zum Gegenstand der Betrachtung werden. Dadurch erscheint Rassismus als Problem „schwarzer“, nicht aber als Problem „weißer“ Menschen. Auf diesen Trugschluss wird aufmerksam gemacht, wenn beschrieben wird, welche Normen Personen gesellschaftlich ausschließen oder von Personen verlangen, sich in die dominierende Kultur zu integrieren.
Ein kritischer anti-rassistischer Ansatz ist es dabei, die Blickrichtung zu wechseln und statt des „Schwarzseins“ das „Weißsein“ als Problem zu betrachten. „Weißsein“ wird hier als Normalität wahrgenommen, die erst z. B. in der Kritischen Weißseinsforschung analysiert und im politischen Widerstand gegen Unterdrückung und Machtausübung aufgedeckt bzw. auch dekonstruiert werden soll.
Wissenschaftler wie Fatima El-Tayeb beschreiben die Schwierigkeit „Weißer“, den Blick auf sich selbst ‚als Weiße‘ zu richten, als „Farbenblindheit“ und als stärksten Ausdruck der „Normalisierung von Weißsein“, da er „nur die 'Anderen' als rassifiziert wahrnimmt und Rassismus so letztlich als an die Existenz dieser 'Anderen' gebunden betrachtet.“ Produziert werde der Rassismus dagegen in den dominanteren Teilen der Gesellschaft, die sich selbst als „weiß“ bestimmten, ohne sich dieser „weißen“ Normen genauer bewusst zu sein.
In der Kritischen Weißseinsforschung wird weiterhin angenommen, dass an „Weißsein“ Privilegien und rassistische Denkmuster gebunden sind. Dem Rassismus kann demnach nicht allein durch ein Postulat, „dass alle Menschen gleich sind“, begegnet werden, da Rassismus eine „Realität der Ungleichheit“ geschaffen hat. Die Psychologin Ursula Wachendorfer will mit ihrer Arbeit zeigen, wie „Weißsein“ allgemein als Normalität wahrgenommen werde und normbildend wirke. Daher wird „Weißsein“ in der Kritischen Weißseinsforschung nach Susan Arndt als Grundlage dafür angesehen, dass „Menschen, die nicht der durch ‚weiße‘ westliche Gesellschaften gesetzten körperlichen Norm (z. B. Hautfarbe) und/oder kulturellen Norm entsprechen, diskriminiert werden.“ Weiß und Schwarz werden in vielen Texten der Kritischen Weißseinsforschung durch Kursiv- oder Großschreibung hervorgehoben, da mit den Begriffen gesellschaftlich wirkungsvolle Kategorien beschrieben werden sollen und keine äußerlichen Zuschreibungen.

## Beispiele

### Schwarze Ethnologie
Die afrikanische Ethnologin Diana Bonnelamé versuchte 1983 in Köln über die Initiationsriten der deutschen Protestanten zu promovieren. Die Wissenschaftlerin wählte die Perspektive, aus „schwarzer Sicht“ das Leben der „Weißen“ zu erforschen. Das Projekt war umstritten, die Dissertation kam letztlich nicht zustande, weil sich kein Gutachter fand (siehe Film). Unter Ethnologen war es zwar unstrittig, mit den Methoden dieser Disziplin beispielsweise in afrikanischen Ländern zu arbeiten. Das Dissertationsvorhaben, das dieselben methodischen Ansätze auf Deutschland beziehen wollte, rührte an Tabus dieses Wissenschaftszweiges. Zusammen mit Peter Heller dokumentierte Bonnelamé die Reaktionen im universitären Diskurs in dem Film Wie andere Neger auch…. Peggy Piesche bezeichnet die Dissertation Bonnelamés als die erste Forschungsarbeit in Deutschland, die das „Weißsein“ kritisch erforschte. Vergleichbar mit den ersten Arbeiten von Toni Morrison konfrontierte Bonnelamé die „normative Rezeption des Eigenen mit einer üblichen Rassifizierung des Anderen.“ Mittels zentraler ethnologischer Begriffe provoziere Bonnelamé „im weißen hegemonialen Blick“ das Unbehagen der „weißen“ Wissenschaftler, wenn sie mit ihren eigenen Begriffen untersucht werden. Zugleich, so Piesche, entsprechen die hier von der Ethnologin angewandten Techniken der Mimikry denen der „schwarzen Überlebensstrategien im weißen Mainstream“. Piesches Text bezieht sich auf Araba Evelyn Johnston-Arthur, die in ihrer Arbeit das normative Weißseinsgefüge in Österreich analysierte und mit ihrer Arbeit von 2004 die Kritische Weißseinsforschung in Österreich anstieß.

### Hautfarbe als Mittel für Erzählung
Wie stark die Dominanz „weißer“ Normen sein kann, beschreibt die Schauspielerin Nisma Cherrat im Hinblick auf das deutsche Sprechtheater: „Für schwarze Künstler ist es besonders schwer, sich außerhalb der gängigen Klischees zu bewegen, da wir meistens dann zum Einsatz kommen, wenn es darum geht, politische oder soziale Missstände aufzuzeigen.“ Sie urteilt, dass auch an deutschen Theatern ‚schwarze‘ Schauspieler in der Regel für Rollen engagiert werden, die „eindeutig markiert“ sind. Nur selten, so ihre Beobachtungen, erfolge ein Engagement „aufgrund ihres Talentes und ihres Könnens, weil sie interessante und vielseitige Schauspieler sind, und nicht aufgrund ihrer äußeren Merkmale und mit dem Hintergedanken versehen, dass sich über die Hautfarbe etwas ganz bestimmtes erzählen lässt.“ Nisma Cherrat folgert, dass der Theaterbetrieb sich auf ein Publikum ausrichtet, das „den Umgang mit diskriminierender Sprache … als gegeben hinnimmt.“ Klassische deutsche Rollen oder Heldinnen des bürgerlichen Trauerspiels scheinen für den Theaterbetrieb nicht mit schwarzen Künstlern besetzt werden zu können. Dies trifft für das deutsche Musiktheater ab 1961 (Grace Bumbry) auf den ersten Blick allerdings nicht zu, und es bedarf im Sprechtheater zu seiner Bestätigung noch einer theatersoziologischen und -statistischen Untersuchung der Engagementserfahrungen afrodeutscher (deutschsprachiger) Schauspielschüler, die von der Angebotsseite her im englischsprachigen Sprechtheater (USA, Großbritannien, Kanada) relativ weitaus zahlreicher sind.

### Ironische Umkehrung des Integrationsdiskurses
Fatima El-Tayeb schrieb dazu: „Die ironische Umkehrung des Integrationsdiskurses legt den Fokus auf Weißsein als markierter Kategorie und gibt der Minderheit die Repräsentationsmacht, auf einmal ist es die dominante Mehrheit, deren Verhalten kritisch an etablierten Normen gemessen wird“.
In Österreich erschien 1992 die Mockumentary Das Fest des Huhnes, in der Oberösterreicher von afrikanischen Forschungsreisenden beschrieben werden.

## Analytische Rahmenbedingungen

### Schwarzes Wissensarchiv
Fragen nach den Ursprüngen von Informationen über das Weißsein sind in diesem Zusammenhang ein grundlegender Ansatz. Als Informationsquellen stellten sich in den USA vor allem soziale Überlebenskämpfe von Menschen und Gruppen heraus, die mit der Zuschreibung konfrontiert wurden, nicht weiß zu sein. Als „erkämpftes Wissen“ dienten und dienen ihnen diese Informationen über das Weißsein vor allem als wichtiges Mittel, sich in rassistischen Gesellschaften möglichst zu behaupten. Zu der Bezeichnung des so ermittelten Wissens dient in der Kritischen Weißseinsforschung der Begriff „Schwarzes Wissensarchiv“. Maureen Maisha Eggers verweist als Quelle für diese „Daten und Deutungen“ auf die Vermittlungen von „Sprichwörtern, verschlüsselten Predigten, Parabeln, Witzen über Weiße“, sie fänden sich im „Liedgut (Blues, Spirituals), in […] Erzählungen und vor allem im erzieherischen Sprechen“. Die Kritik schwarzer Feministinnen wie bell hooks am Second Wave Feminismus führte zu ersten umfangreicheren Auseinandersetzungen um die Bedeutung solcherlei Wissens. Für den deutschen Sprachraum wird über alltäglich gewonnene Erfahrungen hinaus angeregt, die frühen soziologischen Ansätze von William Edward Burkhardt Du Bois einzubeziehen.

### Weißsein als wirkungsmächtiges Konstrukt
Arndt beschreibt Weißsein als ein unsichtbar gemachtes und zumeist unsichtbar bleibendes, hegemonial normierendes und verinnerlichtes Konstrukt. Konstrukte seien – verglichen mit anderen kulturellen Konstrukten wie z. B. der Architektur – rein künstlich erzeugte, aber gleichwohl historische und soziale Gebilde. Weißsein bilde mithin eine Machtform, die die sozialen Prozesse wirkungsvoll beeinflusse. Als verinnerlichte Kategorie bleibe „Weißsein“ selbst unreflektiert. Als Diskurs, der Wirklichkeit verändert, als semiotische Figur und Mythos, die Wirklichkeit interpretieren, sei Weißsein ein geschichtlich geprägter Bestandteil aller Normierungsprozesse und entstamme der europäischen Kulturgeschichte. Als eine spezifische Machtform ‚weißer‘ Hegemonie könne Weißsein auch nicht kraft individueller Entscheidung entwertet oder als für die eigene Biographie nicht existent betrachtet werden. Encarnación Gutiérrez Rodríguez arbeitete hierzu einen Satz von Analysekategorien bestimmter Rahmenbedingungen aus.

### Weißsein als Bestandteil von Prozessen der Ethnisierung
In der Kritischen Weißseinsforschung nach Eggers u. a. wird auch in der Forschung jegliche Form der Markierung und Kategorisierung von Menschen in Begriffen der Natur abgelehnt. Dazu gehören Begriffe, die sich auf äußerliche Merkmale wie „Hautfarbe“ beziehen. Solche Naturalisierungen werden ebenso als Bestandteile im Prozess der Ethnisierung analysiert, wie Kulturalisierung und Essentialisierung. Diese Formen werden zum einen in ihren Diskursen analysiert, wie beispielsweise in der so genannten Kopftuchdebatte. Ebenso werden die geschichtlichen Entstehungsprozesse (die Historizität) des Konzeptes „Rasse“ anhand der Kategorie Weißsein machtanalytisch und diskursanalytisch zum Beispiel vor dem Hintergrund des Kolonialismus, Faschismus und Nationalsozialismus untersucht. Grundlegend für die Erforschung von Weißsein ist also die geschichtliche Nachvollziehbarkeit der Konstruiertheit von „Rasse“ und die Erforschung der Diskurse, die Menschen rassifizieren. Die Diskurse, in denen Weißsein eine Rolle spielt, geben Auskunft über die biologistische Konstruktion des Konzeptes „Rasse“. In der Methodik der Forschung zu Weißsein wird „Rasse“ zu einer „kritischen Analyse- und Wissenskategorie“. Indem das Konzept „Rasse“ auf seine geschichtliche Entstehung und seine diskursive Form als gebildetes „Wissen“ hin in seiner Bedeutung und Wirkung bis heute untersucht wird, wird auch der Mythos „Weißsein“ und „Rasse“ dekonstruiert:
Davon ausgehend wurde auf die Notwendigkeit verwiesen, aus postkolonialer Perspektive einen Kampf um die Bedeutung von „Rasse“ zu führen, der auf eine Resituierung von Geschichte und Wissen abzielt. Dazu sei eine doppelte Bewegung erforderlich, die weg von „Rasse“ als biologistischer Kategorie und hin zu Rasse als kritischer Analyse- und Wissenskategorie führt, die auf Rassifizierungsprozesse und ihre Dynamiken aufmerksam machen kann. (Arndt/Piesche)
Weißsein liefert hier eine theoretische und begriffliche Perspektive, bei der „Rasse“ als eine von verschiedenen ineinander verschränkter Kategorien von Vergesellschaftung ausgewählt wird.

#### Weißes Wissen und „Rassifizierte Machtdifferenz“
Die Behauptung von Differenzen zwischen Menschen dient in rassifizierenden und kulturalisierenden Theorien und Praxen der Verfestigung einer Ordnung aus einer dominanten und hegemonialen Position heraus. Rassifizierte Machtdifferenz bezeichnet ein von Maureen Maisha Eggers entwickeltes Konzept zur machtkritischen Analyse der Konstruktionsprozesse von Differenz als eine Deutungsperspektive in der Kritischen Weißseinsforschung. Untersucht wird vor allem „die Wahrnehmung sozialer Bewertungen von Unterschieden“ und die damit verbundenen Handlungen der Markierung, der Positionierung und des Ausschließens. Es wird der Prozess der Vergesellschaftung betrachtet und wie dabei anhand der Kategorie Weißsein Zugehörigkeiten und Ausschlüsse produziert werden. Eggers unterscheidet vier grundlegende, miteinander verschränkte Handlungsebenen, die zur Herausbildung einer rassifizierenden Ordnung führen:

##### Markierungspraxis
Auf der Markierungsebene werden aus einer hegemonialen Perspektive heraus in Abgrenzung zur Eigenwahrnehmung subalterne Kategorien, Personen und Gruppen mit Eigenschaften belegt: „Es wird ein ‚Wissen‘ über ihr Wesen erzeugt. In diesem Wissen besteht die Hauptaussage in der Artikulation ihrer ‚Differenz‘ in Relation zu der hegemonialen weißen Gruppe. In einer dichotomischen Anordnung werden ihnen Eigenschaften zugeschrieben, die in Opposition zu den (vermeintlichen) Eigenschaften der weißen Gruppe stehen.“

##### Naturalisierungspraxis
Die „erfundenen“, genauer: konstruierten Eigenschaften werden durch die Praxis der Differenzierung als naturhaft gedeutet: „Sie werden als unüberwindbarer Teil der ‚Natur‘ von rassistisch markierten ‚Anderen‘ gesetzt. Die auf diese Weise konstruierte Differenz wird festgelegt und verabsolutiert. Mit Autorität ausgestattete hegemoniale Sprecher verbreiten ‚rassistisches Wissen‘ (über rassistisch markierte ‚Andere‘) als Allgemeinwissen und erzeugen somit institutionell abgesicherte Wissenskomplexe.“

##### Positionierungs- bzw. Hierarchisierungspraxis
Durch die Praxis der Hierarchisierung und der Bestimmung der Position des „Anderen“ als komplementär zu der eigenen werden die so markierten Subjekte in eine untergeordnete Position gestellt und in einer hegemonialen Struktur „eingeschlossen“.

##### Ausgrenzungspraxis
Als Ergebnis dieser drei Praxisebenen folgt die Ausgrenzungspraxis: Die „[t]atsächliche[n] Ausschlussrealitäten können jetzt ‚logisch‘ mit einem Hinweis auf die ‚Natur‘ der subalternen Positionen und auf der Grundlage einer natürlich erscheinenden hierarchischen Ordnung erklärt werden. Das hegemoniale ‚weiße‘ Zentrum kann somit unbenannt und unmarkiert bleiben und funktioniert dann sogar als eine neutrale Instanz.“

##### Rassistisches Wissen und das „Sprechen über dieAnderen“
Eggers betrachtet das Ergebnis dieser vier Handlungsebenen (Praxen) – in Anlehnung an Mark Terkessidis und Daniela Marx – als Herausbildung eines rassistischen Wissenskomplexes:

„Die Anschlussfähigkeit rassifizierter Diskursformationen kann über die Einhaltung der vier Rassifizierungsebenen beschrieben werden. Wenn diskursive Inhalte oder Komplexe eine rassifizierte Markierungspraxis, eine rassifizierte Differenzierungspraxis, eine rassifizierte hierarchische Positionierungspraxis und eine rassifizierte Ausschluss- oder Ausgrenzungspraxis aufweisen, dann kann davon ausgegangen werden, dass sie an den Komplex rassistisches Wissen „anschlussfähig“ sind.“

Eine wichtige Funktion besitzt im Prozess der Rassifizierung das „Sprechen über die Anderen“. Hier bringen weiße Experten sich selbst in eine scheinbar neutrale und objektive Position und setzen „Weißsein“ als zentrale Position: „Weiße erzeugen innerhalb einer rassifizierten Epistemologie rassistisches Wissen, und in dem ‚Sprechen-Über‘ rassistisch markierte Subjekte positionieren sie sich hierarchisch als ‚Wissende‘.“ (Eggers) So funktioniert der Kolonialdiskurs „als Prozess maßgeblich über die Information der ‚weißen‘ Öffentlichkeit durch ‚weiße‘ KolonialautorInnen und AbenteurerInnen über die fiktive ‚Natur‘ von rassistisch markierten ‚Anderen‘.“ (Eggers) Die Selbstpositionierung als objektiv und neutral wird dadurch ermöglicht, dass die hier wirksame Kategorie Weißsein unsichtbar und nicht markiert ist. Am Beispiel des Islamismus-Diskurses der Zeitschrift Emma führt Eggers aus, wie „durch die Zustimmung zu und Beteiligung an der Produktion rassistisches Wissens“ sich ein „Ticket in den Mainstream“ (Daniela Marx) erkauft werde, das auch zur Relativierung des Nationalsozialismus genutzt werde. Eggers weist hier auf ein Interview mit Alice Schwarzer hin, das mit Islamisten sind gefährlicher als die Nazis betitelt wurde.
Vergleichbar wäre an dieser Stelle der Begriff des Othering zu nennen, der mittlerweile von vielen wissenschaftlichen Bereichen, wie der Ethnologie, Sozialarbeit, Soziologie, Kultur und Sozialanthropologie oder Gruppenpädagogik beleuchtet wird.

##### Historizität des Begriffes „Rasse“ und „Rassifizierte Machtdifferenz“
In ihrem Tagungsbericht von der Humboldt-Universität Berlin beziehen sich Susan Arndt und Peggy Piesche anhand der Analyse der „historische Genese“ des Konzeptes „Rasse“ auf diese ›rassifizierte Machtdifferenz‹. Sie kommen dabei zu dem Ergebnis, dass das Konzept „Rasse“ immer „hierarchisierende und komplementäre Beziehungsverhältnisse zum Ziel“ habe und „damit auf allen Seiten so genannte verstrickte Subjekte“ erzeuge, „wobei vor allem die rassifizierten Subjekte in einer erzwungenen Nähe zu dem aus dem Konstrukt ‚Rasse‘ herausfallenden Weißsein positioniert werden. Dieser Sachverhalt sei vor allem dann zu berücksichtigen, wenn kulturelle Darstellungsweisen in rassifizierende Strategien zur Aufrechterhaltung eines bestimmten Nationalverständnisses entworfen werden (etwa „Deutschsein“ als synonym mit „Weißsein“ gesetzt wird).“ Die Bedeutung der Kategorie Weißsein im Prozess der Rassifizierung bei der Markierungspraxis zeige sich dann auch in Begriffsbezeichnungen, wenn insbesondere von naturwissenschaftlicher Seite die Behauptung aufgestellt wird, es gäbe „objektive Begrifflichkeiten“. Auf der Tagung wurde ausgeführt, dass diese „objektiven Begrifflichkeiten […] nicht notwendigerweise mit dem Bedeutungsinhalt des Begriffes übereinstimmen und so noch häufig rassistische Sprachebenen im Internet sowie auch Sach- und Schlagwortkatalogen von Bibliotheken“ fortgeschrieben würden.

## Weiße Reaktionen auf Weißsein
Empirische Beobachtungen lassen folgern, dass Weiße in Deutschland Weißsein zumeist nicht als Kategorie für ihre Selbstdarstellung wahrnehmen. Zwar definieren sie Andere in einer Differenz zu sich selbst in unterschiedlichster Form als „nicht-weiß“, führen aber zur Selbstdarstellung vorrangig Kategorien wie Beruf, Alter und Geschlecht an.

### Kontrollverlust und Ausweichen
Toni Morrison machte in Playing in the Dark deutlich, dass es ihr entgegen dem gewohnten Under the Gaze um eine Veränderung der Perspektive geht, „den kritischen Blick vom rassischen Objekt zum rassischen Subjekt zu wenden; von den Beschriebenen und Imaginierten zu den Beschreibenden und Imaginierenden; von den Dienenden zu den Bedienten.“ Dagegen seien Weiße es gewohnt, durch einen „panoptischen Blick“ (Michel Foucault) selbst unsichtbar zu bleiben und die Anderen „mit vorausschauendem Verdacht“ (Georg Christoph Tholen) zu beobachten und zu kontrollieren. Der umgekehrte Blick irritiere – ihm und einer Kommunikation mit dem Anderen werde ausgewichen, da der Andere „Objekt einer Information, niemals Subjekt in einer Kommunikation“ (Michel Foucault) sei.

### Verleugnung und Hierarchisierung von Rassismus
Formen der Unsichtbarkeit der Kategorie des Weißsein bieten dem weißen Subjekt (Akteur) die Möglichkeit, seine eigene – real gegebene – Machtposition zu relativieren oder gar abzustreiten. Arndt sieht hierin eine weitere Machtfunktion des Weißseins, die den Einzelnen das Privileg verschaffe, sich durch Unsichtbarmachung und Relativierung der Reflexion über die eigene gesellschaftliche Position zu entziehen. Unterschieden werden muss nach Arndt zwischen dem Postulat der Aufklärung „Wir sind doch alle gleich“ und der realen Gegebenheit von Ungleichheit. Das richtige Postulat der Gleichheit könne dazu dienen, die realen Gegebenheiten von Ungleichheit und die Prozesse ihres Zustandekommens zu ignorieren.
Der Philosoph Arnold Farr macht darauf aufmerksam, dass auch in der Wissenschaft viele seiner Kollegen die Problematik des Konzeptes „Rasse“ für ein reines Phänomen des Nationalsozialismus halten oder nicht nachvollziehen können, dass die color line „radikal verschiedene Erfahrungen der amerikanischen Gesellschaft produziert“. Selbst in der Philosophie werde aufgrund einer noch immer als neutral maskierten Weißseins-Perspektive – mit wenigen Ausnahmen – die Bedeutung des Konzeptes Rasse für das Bewusstsein nicht untersucht: „Es ist merkwürdig, dass eine Disziplin wie die Philosophie, die sich mit Weisheit, Moral und der conditio humana beschäftigt, die Rolle, die „Rasse“ in der Herausbildung von Bewusstsein und einer gesellschaftlichen Ordnung spielt, aussparen kann.“

#### Traktabilität
Traktabilität nennt Arndt eine rhetorische Figur, mit der weiße Subjekte die These verbinden, „dass Weißsein verhandelbar, temporär und reversibel ist.“ Hier wird aus einer kritischen Perspektive angenommen, dass Weißsein überwindbar sei: „Ich bin eine gute Weiße. Ich bin nicht mehr weiß“.

## Kritik
Kritik am Umgang mit Critical Whiteness als Anleitung zu einer antirassistischen Praxis gibt es bezüglich der enthaltenen Hierarchisierung und am Fehlen anderer wichtiger gesellschaftlicher Kategorien, wie etwa Klasse, Geschlecht, Ability (Able-bodied) oder einer Überschneidung von mehreren Kategorien. Die Idee von der korrekten Sprech- und Sprachweise schließe andere Menschen, die sich nicht damit beschäftigen können, aus, produziere neue Rassismen, Klassismen und Sexismen und schaffe neue Ausschlüsse. Der Soziologe Vassilis Tsianos plädierte zudem für eine Adaption, die auch die deutsche Migrationsgeschichte einbindet, anstatt für einen bloßen Theorieimport aus den USA. Zudem müsse in Deutschland die Verbindung von Weißsein und Deutschsein mitgedacht werden. Zuweilen führten Versuche, Grundsätze von Critical Whiteness in die politische Arbeit zu integrieren, zu sektiererischen Versuchen, mit Redeverboten Kommunikation zu regeln. Dies geschah etwa während eines „No-Border-Camps“ in Köln 2012. Hier sollten eigentlich die Bedürfnisse solcher Menschen diskutiert werden, die nach Deutschland flüchten mussten. Menschen, darunter auch Geflüchtete, die im Sinne der Critical-whiteness-Debatte in ihren Redebeiträgen „falsche“ Begriffe verwandten, wurden unterbrochen und weiße Menschen durften von schwarzen Menschen jederzeit unterbrochen werden. Träger von Dreadlocks wurden aufgefordert, diese abzuschneiden, da diese Haartracht nur „people of colour“ zustehe und ansonsten, wie auch das Tragen einer Kufiya, „kultureller Kannibalismus“ sei.

### „Die Themen rassifizierter Menschen geraten aus dem Blick“
Zwar erscheint es sinnvoll, dass sich vor dem Hintergrund des Rassismus auch mit der Position von „weißen“ Personen beschäftigt werden muss. Kritisch wird dabei auf die Gefahr hingewiesen, dass schwarze Themen aus dem Blick geraten, wenn ständig letztlich nur über „weiße“ Themen geredet wird. Die „weiße“ Dominanz reproduziert sich hierbei, und sie kann es diesmal damit begründen, dass sie ja „kritisch“ über sich rede. Für „Weiße“ ist das ein Widerspruch, der nicht aufgehoben werden kann.
Weißen ist es möglich, selbst zu entscheiden, ob sie Weißsein thematisieren. Schwarze hingegen können sich diesem Thema nie entziehen, weil sie ständig damit konfrontiert sind.

### „Weißsein ist nicht nur ein Konstrukt“
Die Kritik mache deutlich, dass Rassismus zwar Identitäten konstruiere, „Weißsein“ jedoch ein reales Gewaltverhältnis in der Gesellschaft darstelle und als solches wahrzunehmen sei. Differenz und rassistische Hierarchie müssten im Sprechen über Rassismus immer sichtbar gemacht werden, die Einteilungen in „white“ und „of color“ allerdings würden schnell zu Etiketten, die als Labels stabiler Kategorien erscheinen. Spätestens wenn ein Nachweis über die Herkunft der Eltern verlangt werde, zeige sich, wo das Whiteness-Konzept aufhört, kritisch zu sein. Rassismus als gesellschaftliches Verhältnis, das Konjunkturen und Kämpfen unterliege, werde so unsichtbar. Demnach dürften nur noch Menschen, die unterdrückt oder benachteiligt werden, auch eine Sprecherposition erhalten. Gleichzeitig wären sich nur diese wirklich bewusst, wie die jeweilige Unterdrückung bestimmt wird. In der Realität trifft dies jedoch nicht zu, da Unterdrückte oftmals konform gehen mit ihren Unterdrückern und nicht automatisch aufbegehren, nur weil sie unterdrückt oder benachteiligt sind. Zudem sei zu bezweifeln, dass sich der strukturelle Rassismus allein durch sprachliche Willensbekundungen aufbrechen ließen. Die auf elaborierte Sprachpolitik fokussierte Kritischen Weißseinsforschung verliere die Verankerung des Rassismus im Kapitalismus aus dem Blick.

### „Auch der Weißseins-Diskurs benötigt das Schwarzsein“
Als Dilemma wird kritisiert, dass auch der kritische Diskurs über Weißsein – und auch seine Darstellung in einer Enzyklopädie – das Schwarze benötigt, um darzustellen, was das Weißsein ist. Dieser Sachverhalt wird von Schwarzen „immer wieder als Funktionalisierung und erneute Kolonisierung benannt“. Zudem gehe es in der Praxis mancher Critical-Whiteness-Gruppen nicht um Politik, sondern um Moralisierung, nicht um Kritik, sondern Denunziation. Manche Praktiken seien von dogmatischer Art und würden mehr Ausschlüsse und eine elitäre Kaste von Eingeweihten produzieren.

### Viktimisierung und „weiße Schuld“
Der Autor Shelby Steele beschreibt in seinem Buch White Guilt: How Blacks and Whites Together Destroyed the Promise of the Civil Rights Era das Konzept der „weißen Schuld“, das aus der Anwendung des Critical-Whiteness-Ansatzes hervorgeht, als alternative Interpretation zum Konzept der Black Power. Die Opfer des historischen Rassismus bekämen damit die Macht über die Weißen, die ihre Macht verloren hätten.

### Entgrenzung des Rassismus-Begriffs
Ulrike Marz kritisiert, dass die Kritische Weißseinsforschung den Rassismus-Begriff entgrenze und inflationiere: Indem jede kulturalisierende Grenzziehung als Ausfluss eines europäischen Überlegenheitsdiskurses und damit als Rassismus denunziert werde, wirke dieser wie eine allgemeine gesellschaftliche Praxis, die zu überwinden utopisch erscheine. Der Rassismusbegriff werde so gegen sich selbst immunisiert.

### Strukturähnlichkeit zum Rechtsextremismus
Der deutsche Sozialwissenschaftler Samuel Salzborn sieht die Ansätze der Critical-Whiteness-Forschung als „kollektiv-repressiv“ und damit als nahezu identisch mit völkischen Konzepten der extremen Rechten an: Man wolle nicht mehr pluralistisch über Ziele und Inhalte diskutieren, sondern reduziere „alles und jeden auf eine vermeintliche Identität und hierarchische, antiemanzipative Vorstellungen von irreversiblen ‚Sprechorten‘ innerhalb von Gesellschaften“. Der Kampf um Identitäten ersetze „Emanzipation durch Repression“. Nach der Soziologin Ulrike Marz lässt die Kritische Weißseinsforschung das Konzept kultureller Hybridität hinter sich und re-essenzialisiere Kultur, sodass sie von der rechtsradikalen Identitären Bewegung „nur noch in den sprachlichen Codes, nicht mehr in den Argumenten zu unterscheiden“ sei.

## Filme
- 1983: Diana Bonnelamé, Peter Heller: Wie andere Neger auch. Dokumentarfilm, BRD (IMDB).
- 1992:Das Fest des Huhnes, 1992 von Walter Wippersberg inszenierte österreichische Mockumentary.
- 1999: Peter Heller, Vanessa Soma: Jeck und Bläck. BRD: Der Vorsitzende eines Düsseldorfer Karnevalvereins sucht in Kamerun nach einer Folkloretanzgruppe für den internationalen Karnevalsabend. Für eine Sendung des kamerunischen Fernsehens wird er über die folkloristischen Gebräuche der jecke Zeit in der Bundesrepublik interviewt.
- 2012: White Charity: Ein Film über Weißsein und Schwarzsein auf Spendenplakaten.